# 孔特拉耶爾瓦斯山

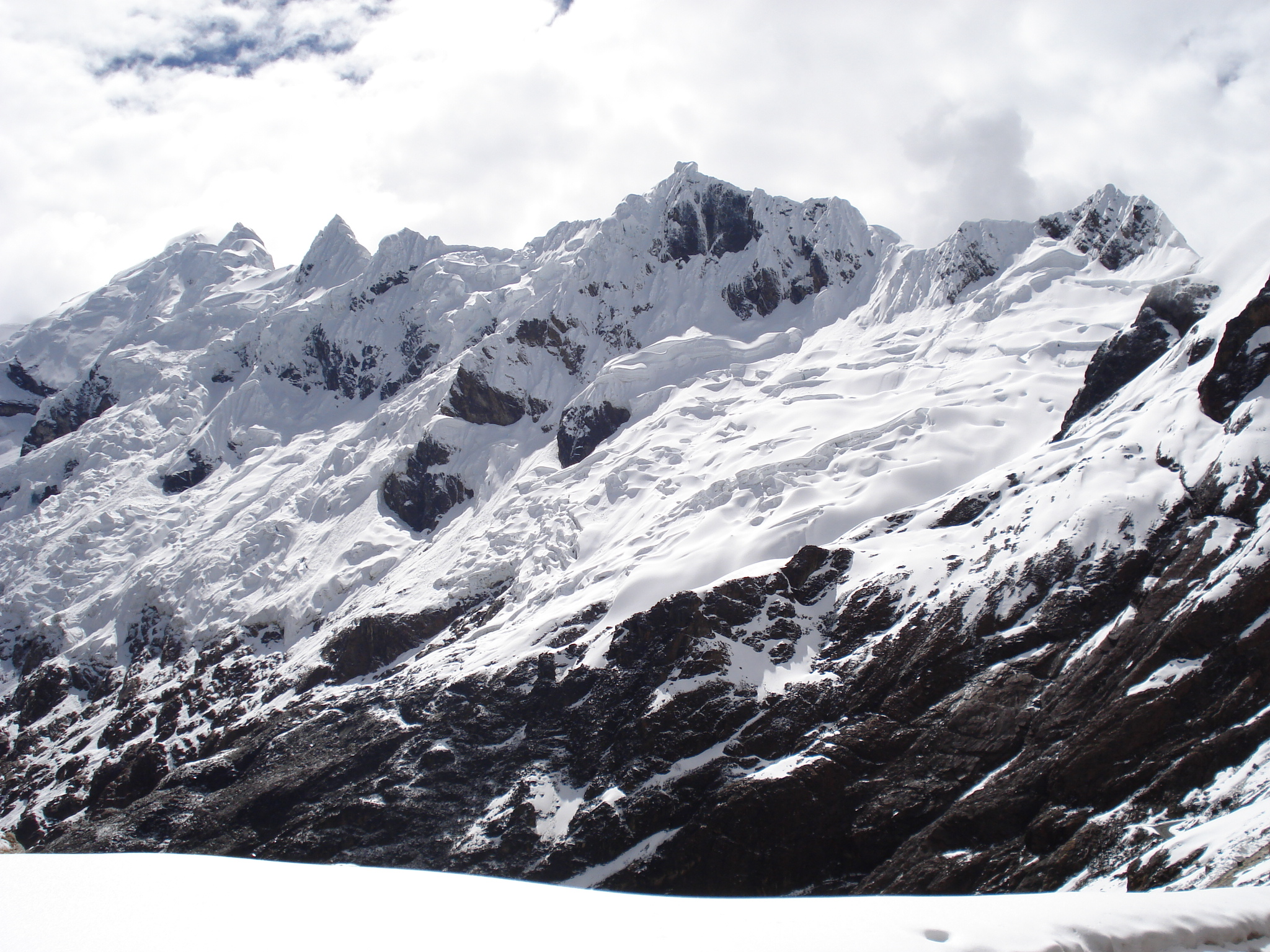

9°6′22″S 77°29′25″W / 9.10611°S 77.49028°W
孔特拉耶爾瓦斯山（西班牙語：Contrahierbas），是秘魯的山峰，位於該國北部安卡什大區，處於瓦爾坎山東北面，屬於安第斯山脈中布蘭卡山脈的一部分，海拔高度5,954米。